# Asura basitessellata
Asura basitessellata är en fjärilsart som beskrevs av Rothschild 1913. Asura basitessellata ingår i släktet Asura och familjen björnspinnare. Inga underarter finns listade i Catalogue of Life.